# Fastosarion virens
Fastosarion virens är en snäckart som först beskrevs av Ludwig Pfeiffer 1849.  Fastosarion virens ingår i släktet Fastosarion och familjen Helicarionidae. Inga underarter finns listade i Catalogue of Life.